# Àcid bempedoic
L'àcid bempedoic, comercialitzat com a Nexletol o Nustendi, és un fàrmac per al tractament de l'hipercolesterolèmia (nivells de colesterol de sang elevats).
Els efectes secundaris més comuns inclouen hiperuricèmia (nivells elevats d'àcid úric en sang), dolor a les extremitats, i anèmia (baix recompte d'eritròcits).
L'àcid bempedoic bloqueja un enzim hepàtic, l'adenosintrifosfat-citrat-liasa, involucrat en la síntesi del colesterol. L'àcid va ser aprovat per al seu ús en humans als Estats Units al febrer del 2020, i a la Unió Europea a l'abril del 2020. La U.S. Food and Drug Administration (FDA) el considera el primer fàrmac de la seva classe.

## Usos mèdics
Als EUA, l'àcid bempedoic és indicat pel tractament de l'hipercolesterolèmia en combinació amb la dieta i la dosi més alta tolerada d'estatina en adults amb hipercolesterolèmia familiar heterozigòtica, o amb malaltia cardiovascular ateroscleròtica establerta que requereixin una disminució addicional del colesterol LDL.
A la UE, l'àcid bempedoic és indicat en adults amb hipercolesterolèmia primària (heterozigòtica familiar i no familiar) o dislipidèmia, en combinació amb la dieta i una estatina o altres teràpies hipocolesterolemiants per a pacients que no assoleixen els objectius de LDL amb la dosi màxima d'estatina (en monoteràpia o en combinació amb altres fàrmacs), o per a pacients intolerants a les estatines o per als quals aquestes estan contraindicades.

## Efectes adversos
Els efectes adversos comuns en assaigs clínics són espasmes musculars (3.6% dels i les pacients, 2.3% amb placebo), mal d'esquena (3.3% versus 2.2%) o en una extremitat (3.0% versus 1.7%), gota (1.5% versus 0.4%), i problemes gastrointestinals com diarrea. Un efecte advers poc comú però més seriós és la ruptura de tendons com el rotador de l'espatlla, el tendó del bíceps o el tendó d'Aquil%les(0.5% versus 0.0%).

## Interaccions
L'àcid bempedoic no interacciona amb el sistema enzimàtic del citochrome P450 al fetge i només inhibeix de manera lleu les proteïnes de transport de membrana SLCO1B1, SLCO1B3 i SLC22Un7 (l'últim possiblement sent responsable per l'augment de uric àcid en la sang i, per tant, la gota com a efecte advers). Bo i així, l'àcid bempedoic augmenta els nivells sanguinis de les estatines. Aquest efecte és més pronunciat amb simvastatina i pravastatina, l'AUC de les quals es duplica. No es descarten altres interaccions amb ezetimiba o probenecida.

## Farmacologia

### Mecanisme d'acció

Bempedoil-CoA, el metabòlit actiu.

L'àcid bempedoic és un profàrmac. És transformat en un tioèster amb coenzim A per l'enzim hepàtic SLC27A2. El metabòlit actiu inhibeix l'ATP citrat liasa, el qual és implicat en la biosíntesi hepàtica de colesterol abans de la HMG-CoA reductase, l'enzim substrat de les estatines.
La substància també activata la AMP-AP-cinasa, però aquest efecte probablement no és significatiu en humans.

### Farmacocinètica

ESP15228, el metabòlit (també) actiu

Després de l'administració oral, l'àcid bempedoic assoleix les concentracions màximes al plasma després de 3,5 hores. El menjar no afecta l'absorció. A la sang, el 99.3% està unit a proteïnes de plasma. Aproximadament una cinquena part és convertit, de manera reversible, a un metabòlit actiu en la forma tioèster, anomenada ESP15228, per una aldo-quetoreductasa. D'aquest metabòlit, el 99.2% està unit a proteïnes del plasma. Ambdues substàncies (l'àcid bempedoic i el metabòlit) són inactivades per glucuronidació dels seus grups d'àcid carboxílics.
L'àcid bempedoic té una vida mitjana de 21±11 hores. Més del 95% de la substància és excretada en forma de metabòlits; aproximadament 70% amb l'orina i 30% amb la femta.